# Main-Gauches

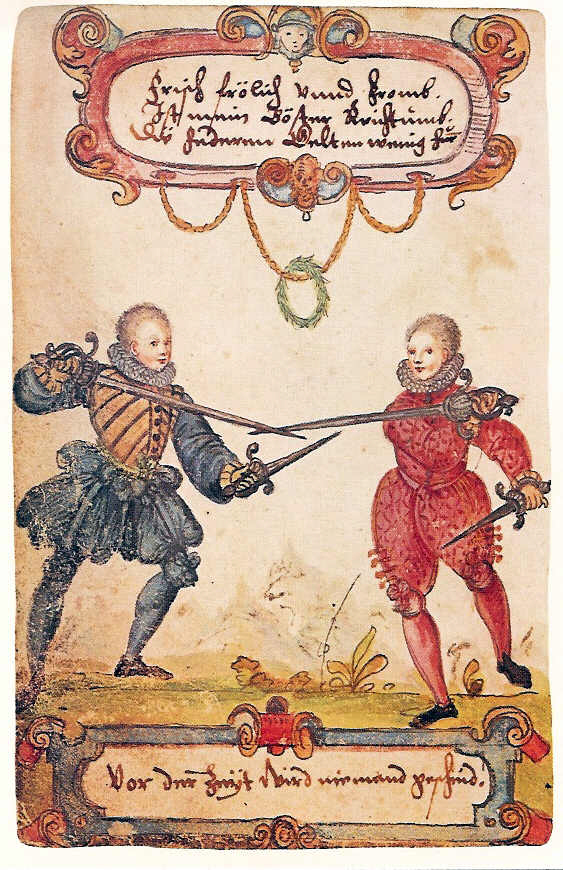
Tysk skildring av två studenter i duell 1590, båda utrustade med vänsterhandsdolkar.

Main-Gauches är vänsterhandsdolkar eller parerdolkar.
Vänsterhandsdolkarna var i bruk under 1500-talet och användes ofta i kombination med värjor. De var ibland försedda med en springkling eller annan konstruktion för att försöka bryta motståndarens värja.